# Capasa poecila
Capasa poecila là một loài bướm đêm trong họ Geometridae.